# دومینیک جانسون
دومینیک جانسون (انگلیسی: Dominique Johnson؛ زادهٔ ۹ ژوئن ۱۹۸۷) بازیکن بسکتبال اهل ایالات متحده آمریکا است.
از باشگاه‌هایی که در آن بازی کرده‌است می‌توان به مینه‌سوتا تیمبرولوز اشاره کرد.